# Moustier (Frasnes-lez-Anvaing)
Moustier (wa. Moustî-dlé-Anvén, Moutiè) – dzielnica (section) gminy Frasnes-lez-Anvaing w Belgii, w Regionie Walońskim, w prowincji Hainaut, w okręgu Ath. 1 stycznia 2020 roku liczyła 698 mieszkańców. Do 31 grudnia 1976 samodzielna gmina.

## Demografia
Liczba mieszkańców, stan na 1 stycznia:
| Rok                | 1930 | 1947 | 1961 | 2020 |
| ------------------ | ---- | ---- | ---- | ---- |
| Liczba mieszkańców | 1001 | 899  | 799  | 698  |

## Transport
Przez teren dzielnicy przebiegają trasa europejska E429 oraz droga regionalna N528.